# Émilie Acquistapace
Émilie Acquistapace, née le 8 août 1988 à Lille, est une rameuse d'aviron française, évoluant notamment en tant que barreuse dans les épreuves d'aviron handisport. 

## Biographie

### Formation
En 2012, elle valide un M2 en Stratégie et Intelligence Économique au sein de l’École de guerre économique.
En 2016, elle suit le M2 "Développement de projets et Territoire" au sein de l'université de Grenoble, puis en 2017 à Sciences Po Lille, elle obtient un certificat en Sciences Politiques promotion Hautes Etudes Régionales.
En 2017, elle intègre l'École supérieure des officiers de réserve spécialistes d'état-major et valide le stage d’initiation aux techniques d’état-major (SITEM), en 2021 elle poursuit son cursus via le stage de certification d'état-major (SCEM) et débouche sur l'obtention du certificat d'état-major (CEM).

### Carrière professionnelle
De 2014 à 2017, elle est nommée directrice de cabinet de la ville d'Arques. Elle s'engage en particulier sur les dossiers de reconversion, d'aménagement et de développement des territoires.
Par la suite elle devient chargée de cours dans plusieurs écoles supérieures, en particulier l'INSEEC et l'emlyon. De 2020 à 2022, elle est promue Responsable Opérationnel Programme du MSc Cybersecurity & Defense Management.
Soutenue par l'Agence nationale du sport et la Fédération française d'aviron, elle continue son parcours professionnel  en qualité de chef de projet au sein de Panthera Technologies grâce à une Convention d’insertion professionnelle (CIP) lors de la préparation des Jeux paralympiques de Paris 2024. 
Le 7 août 2024, par décret du président de la République, elle est nommée sous-préfète de Château-Chinon, dans la Nièvre, pour une durée initiale de deux ans. Elle prend officiellement ses fonctions le 16 septembre 2024.

### Carrière d'engagements
En 2010, elle s'engage en qualité de réserviste au sein du 13e bataillon de chasseurs alpins. Depuis 2016, elle est affectée au sein de la Marine Nationale toujours sous le statut de réserviste. Dans ce cadre elle participera à plusieurs déploiements extérieurs (CHAMMAL, BARKHANE) mais aussi à des opérations intérieures de protection du territoire.
En 2013 elle devient membre associée de l'AR13 IHEDN, puis en 2018 intègre l'AR8 IHEDN (Institut de Hautes Etudes de Défense Nationale).
En 2014 elle est intronisée au sein de la Jeune Chambre économique française d'Arras.
Depuis juillet 2020, Emilie Acquistapace est 1re adjointe de la ville du Bourget du Lac et conseillère communautaire à Grand Lac.

### Carrière sportive
Émilie Acquistapace est licenciée depuis 2002 au Club Nautique Chambéry le Bourget du Lac en qualité de barreuse. Elle intègre l'équipe de France Junior de 2005 à 2006, puis l'équipe paralympique de 2022 à 2024. 
Le 4 barré PR3 est un bateau atypique car il est composé de 4 rameurs et d'un barreur, mais surtout il est mixte avec des sportifs en situation de handicap. Le barreur est couché à l'avant de la coque, son gabarit et son poids (qui ne doit pas excéder les 55 kg) le différencient des rameurs. Allongé à fleur d'eau, le barreur tire sa force de ses sens. Mais pas uniquement. Un micro permet d'enclencher une stratégie et une sémantique travaillée et automatisée avec les rameurs. La principale difficulté à laquelle est confrontée le barreur est d'asseoir son autorité et la confiance de son équipage. Les décisions sont prises à la majorité mais le barreur doit conduire cet esprit d'équipage vers de la performance.  
En mai 2023, elle est élue sportive savoyarde du mois par le journal le Dauphiné libéré.
Elle est qualifiée pour les Jeux paralympiques d'été de 2024 à Paris. Le 30 août 2024, elle mène son équipage de quatre barré mixte à la deuxième place de sa série et se qualifie pour la finale A. Le 1er septembre 2024, le bateau français est médaillé de bronze à 6 centièmes des 4es.

## Palmarès

### Global
|                               | Médaille d'or | Médaille d'argent | Médaille de bronze |
| ----------------------------- | ------------- | ----------------- | ------------------ |
| Jeux paralympiques            |               |                   | 1                  |
| Championnats du Monde         |               |                   | 1                  |
| Coupe du monde                |               | 1                 | 1                  |
| Championnats d'Europe         |               | 2                 | 1                  |
| World Rowing Master Regatta   | 3             |                   |                    |
| Championnats de France de Mer | 2             | 1                 |                    |
| Championnats de France        | 2             | 3                 |                    |
| Coupe de France               | 2             | 3                 | 3                  |

### Jeux paralympiques
- 2024 à Paris,  France
  -  Médaille de bronze en quatre barré mixte

### Championnats du Monde
- 2023 à Belgrade,  Serbie
  - 5eme en quatre de pointe avec barreur PR3 (PR3 Mix4+) - qualification pour les Jeux paralympique de Paris
- 2022 à Račice,  République tchèque
  -  Médaille de bronze en quatre de pointe avec barreur PR3 (PR3 Mix4+)

- 2006 à Amsterdam,  Pays-Bas
  - 5eme en 8 avec barreur Junior Femme

### Coupe du Monde
- 2024 à Poznań,  Pologne
  -  Médaille de bronze en quatre de pointe avec barreur PR3 (PR3 Mix4+)
- 2023 à Varèse,  Italie
  -  Médaille d'argent en quatre de pointe avec barreur PR3 (PR3 Mix4+)

### Championnats d'Europe
- 2024 à Szeged,  Hongrie
  -  Médaille d'argent en quatre de pointe avec barreur PR3 (PR3 Mix4+)
- 2023 à Bled,  Slovénie
  -  Médaille de bronze en quatre de pointe avec barreur PR3 (PR3 Mix4+)
- 2022 à Munich,  Allemagne
  -  Médaille d'argent en quatre de pointe avec barreur PR3 (PR3 Mix4+)

### World Rowing Master Regatta
- 2023 à Prétoria,  Afrique du Sud
  -  Médaille d'or en huit de pointe femme avec barreur catégorie A
  -  Médaille d'or en quatre de pointe femme avec barreur catégorie A
  -  Médaille d'or en quatre de pointe femme avec barreur catégorie B

### Championnats de France de Mer
- 2021 au Grau du Roi, 
  -  Médaille d'argent en quatre de couple femme avec barreur

- 2019 à Dieppe, 
  -  Médaille d'or en quatre de pointe homme avec barreur
  -  Médaille d'or en quatre de couple femme avec barreur

### Championnats de France
- 2022 à Mâcon
  -  Médaille d'argent en 8 avec barreur
- 2009 à Bourges 
  -  Médaille d'argent en 8 avec barreur

- 2008 à Vichy
  -  Médaille d'argent en 8 avec barreur
  -  Médaille d'or en 8 avec barreur

- 2007 à Vichy
  -  Médaille d'or en 8 avec barreur

### Coupe de France
- 2009 à Bourges
  -  Médaille de bronze en 8 avec barreur
  -  Médaille d'argent en 8 avec barreur

- 2008 à Vichy
  -  Médaille de bronze en 8 avec barreur
  -  Médaille d'argent en 8 avec barreur
- 2007 à Vichy
  -  Médaille de bronze en 8 avec barreur
- 2006 à Vichy
  -  Médaille d'argent en 8 avec barreur
  -  Médaille d'or en 8 avec barreur
- 2005 à Brive la Gaillarde
  -  Médaille d'or en 8 avec barreur

## Décorations
- Chevalier de l'ordre national du Mérite (2024)[6]
- Croix du combattant volontaire
- Croix du combattant
- Médaille d'Outre-Mer
- Médaille de la Défense nationale, échelon argent
- Médaille des services militaires volontaires, argent
- Médaille de reconnaissance de la Nation
- Médaille de la sécurité intérieure, bronze

- Médaille de la protection militaire du territoire
- Médaille de la jeunesse, des sports et de l'engagement associatif, bronze

[réf. nécessaire]